# Guvernul Irlandei

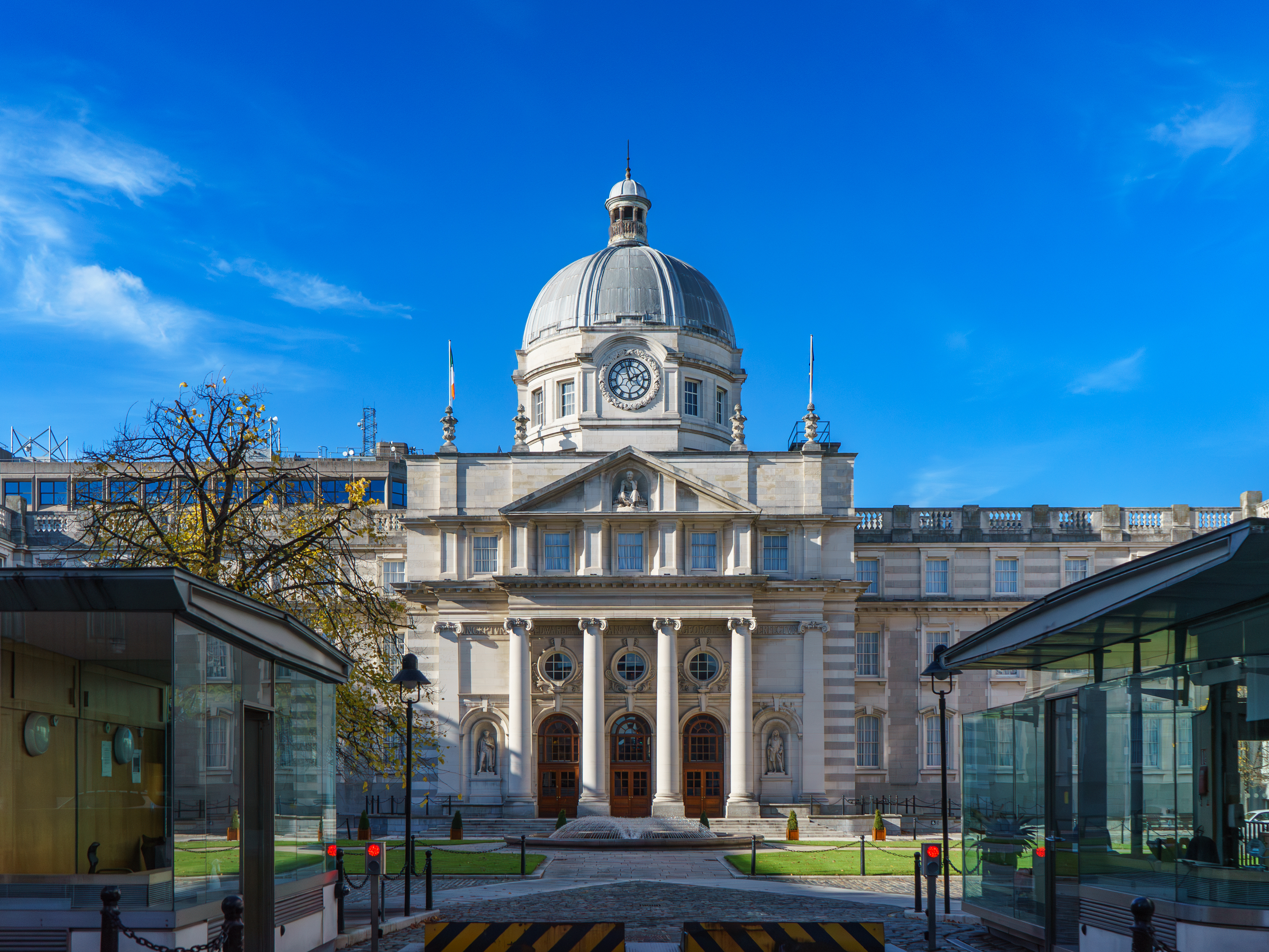
Clădirea Guvernului

Guvernul Irlandei este autoritatea executivă a Irlandei, condusă de șeful guvernului. Guvernul – cunoscut și sub numele de cabinet – este format din miniștri, fiecare dintre aceștia trebuie să fie membru al Parlamentului (în irlandeză: Oireachtas), care este format din camera inferioară și senat. Majoritatea miniștrilor au un portofoliu de responsabilități specifice, cum ar fi departamente de stat sau domenii de politică, deși pot fi numiți și miniștri fără portofoliu.
Taoiseach-ul (șeful guvernului) este ales de camera inferioară a Parlamentului (Dáil). După ce este ales, președintele Irlandei îl numește oficial în funcție. Taoiseach-ul propune ceilalți membri ai guvernului (inclusiv adjunctul său, Tánaiste), iar aceștia trebuie aprobați de Dáil înainte de a fi numiți de președinte. Guvernul depinde de Parlament pentru a adopta legislația și, ca atare, acesta trebuie să dețină o majoritate în camera inferioară pentru a asigura sprijinul și încrederea pentru adoptarea bugetelor și a proiectelor de lege.
Guvernul actual a intrat în funcție pe 9 aprilie 2024, avându-l pe Simon Harris⁠(d), liderul Fine Gael, în calitate de Taoiseach. Tánaiste este Micheál Martin, liderul Fianna Fáil. Este un guvern de coaliție majoritar format din Fianna Fáil, Fine Gael și Partidul Verde în urma alegerilor generale din 8 februarie 2020.

## Guvernul

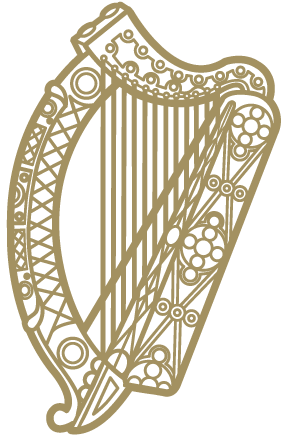
Harpa Guvernului Irlandez

Componența cabinetului este reglementată de articolul 28 din Constituția Irlandei și de Legile Miniștrilor și Secretarilor din 1924 până în 2017. Constituția cere ca guvernul să fie format din între 7 și 15 membri, toți fiind membri ai Oireachtas.
Din 1966, toate cabinetele irlandeze au avut maximul constituțional de 15 miniștri. Totuși, numărul poate scădea temporar în urma demisiilor individuale ale miniștrilor sau retragerii unui partid dintr-o coaliție.
Nu mai mult de doi membri ai cabinetului pot fi membri ai Senatului (în irlandeză: Seanad Éireann). Toți ceilalți membri trebuie să fie membri ai camerei inferioare a Parlamentului (în irlandeză: Dáil Éireann). Taoiseach-ul, Tánaiste și ministrul de finanțe trebuie să fie membri ai Dáil. În practică, membrii cabinetului sunt, de obicei, membri ai Dáil. De la adoptarea constituției din 1937, doar doi miniștri au fost numiți din Seanad: Seán Moylan (1957) și James Dooge (1981-1982).

## Ședințele cabinetului
De obicei, deciziile se iau prin consens, urmând indicațiile Taoiseach-ului. Non-membrii nu au drept de vot în cabinet, dar pot participa la dezbateri și primesc, în mod normal, documente distribuite membrilor cabinetului. Guvernul este consiliat de Procurorul General, care nu este membru formal al guvernului, dar participă la ședințele cabinetului. Șeful de cabinet (în engleză: Chief Whip) poate participa la ședințe, dar nu este membru al guvernului. În plus, Guvernul poate selecta miniștri de stat care pot participa la ședințele guvernului. Până la trei miniștri de stat care participă în mod regulat la reuniunile cabinetului pot primi o indemnizație.

## Durata mandatului
Un nou guvern este format de Taoiseach după fiecare alegere generală, în urma nominalizării de către Dáil. Constituția prevede că termenul maxim al unui Dáil este de șapte ani, deși, prin lege, acesta a fost stabilit la cinci ani. Taoiseach-ul poate sfătui președintele să dizolve Dáil, declanșând alegeri generale, dar președintele are discreția de a refuza această cerere dacă Taoiseach-ul a pierdut încrederea Dáil.

## Autoritate și puteri
Spre deosebire de alte sisteme parlamentare, Guvernul Irlandei este autoritatea executivă atât de jure (legal), cât și de facto (practic). În alte regimuri parlamentare, șeful statului este teoretic conducătorul executiv, dar acționează conform sfaturilor cabinetului. În Irlanda, Constituția atribuie explicit autoritatea executivă Guvernului, nu Președintelui.
Autoritatea executivă a Guvernului este supusă unor limitări. În special:
- Statul nu poate declara război sau participa la un război fără acordul Dáil. În caz de „invazie efectivă”, Guvernul poate lua măsuri de protecție a statului fără consultare prealabilă.

Miniștrii guvernamentali sunt responsabili colectiv pentru acțiunile Guvernului, iar fiecare ministru răspunde pentru departamentul său. Departamentele de stat nu au personalitate juridică proprie; toate acțiunile lor se desfășoară sub semnătura ministrului, chiar dacă acesta nu cunoaște detaliile operaționale.
Dacă Guvernul sau un membru al acestuia nu își respectă îndatoririle constituționale, poate fi obligat de o instanță, printr-un ordin de tip „mandamus”. În caz de neconformare, miniștrii pot fi găsiți vinovați de sfidarea instanței și chiar închiși.

## Istorie
- 1919-1922: Înainte de independență, autoritatea executivă era deținută de Ministerul Dáil Éireann (Republica Irlandeză era declarată unilateral)
- 1922-1937: După Tratatului anglo-irlandez, a fost format un guvern provizoriu care a coexistat cu Ministerul, iar la independența Statului Liber Irlandez, acesta a devenit primul Guvern al Irlandei.

Detaliile și structura Guvernului Irlandei își au baza legislativă în Legea miniștrilor și secretarilor din 1924.
Funcționarii publici din Irlanda sunt organizați în două componente principale: Funcționarii Publici ai Guvernului și Funcționarii Publici ai Statului. Deși această diviziune este în mare parte teoretică, cele două părți prezintă unele diferențe operaționale fundamentale. Funcționarii publici trebuie să mențină imparțialitatea politică în activitatea lor, iar unele părți ale acestora sunt complet independente de deciziile Guvernului.

## Componență
| Miniștrii Guvernului                    | Miniștrii Guvernului                                                                                                   | Miniștrii Guvernului |
| --------------------------------------- | --- | --- |
| Simon Harris Salariu: 243.895 € anual   | Prim-ministru (Taoiseach)                                                                                              | Prim-ministrul trebuie să mențină sprijinul majorității în Dáil pentru a rămâne în funcție. Acesta nu are o reședință oficială, fiecare deținător al funcției locuind în propria casă, poate utiliza Casa de Oaspeți de stat pentru funcții oficiale de stat. |
| Micheál Martin Salariu: 224.973 € anual | Viceprim-ministru (Tánaiste) Înființare: 29 decembrie 1937                                                             | - Îndeplinește atribuțiile prim-ministrului în timpului unei absențe temporare - Acționează ca prim-ministru în cazul decesului sau incapacității permanente până la numirea unui succesor. - Este membru al Consiliului de Stat - Prezidează ședințele guvernului în absența prim-ministrului - Poate răspunde la întrebările Parlamentului în numele prim-ministrului. |
| Micheál Martin Salariu: 224.973 € anual | Ministrul Afacerilor Externe Înființare: 22 ianuarie 1919                                                              | Ministrul este responsabil pentru relațiile dintre Irlanda și statele străine. Departamentul Afacerilor Externe are următoarele divizii: - Unitatea Financiară – supraveghează controlul financiar al departamentului. - Divizia Anglo-Irlandeză – se ocupă de relațiile anglo-irlandeze și de Irlanda de Nord. - Divizia Culturală – administrează Programul de Relații Culturale al statului. - Divizia Uniunea Europeană – coordonează abordarea statului în cadrul Uniunii Europene (UE). - Divizia de Cooperare pentru Dezvoltare – responsabilă pentru programul de ajutor irlandez (Irish Aid) și pentru politica de dezvoltare internațională a Irlandei. - Divizia de Pașapoarte și Consulară – se ocupă de eliberarea pașapoartelor cetățenilor irlandezi. - Divizia Politică – responsabilă pentru problemele politice internaționale și gestionează participarea statului în Politica Externă și de Securitate Comună a UE. - Divizia de Protocol – responsabilă pentru organizarea și gestionarea vizitelor VIP-urilor în stat și a vizitelor externe ale Președintelui Irlandei. |
| Micheál Martin Salariu: 224.973 € anual | Ministrul Apărării Înființare: 22 ianuarie 1919                                                                        | Departamentul Apărării este responsabil pentru Forțele de Apărare ale Irlandei. Ministrul acționează în numele președintelui (Comandatul Suprem al Forțelor de Apărare) și raportează Guvernului irlandez. Ministrul Apărării este consiliat de Consiliul de Apărare cu privire la activitatea Departamentului Apărării. |
| Jack Chambers                           | Ministrul Finanțelor Înființare: 22 ianuarie 1919                                                                      | Ministrul conduce Departamentul de Finanțe și este responsabil pentru toate aspectele financiare și monetare ale statului, fiind considerat al doilea cel mai important membru al guvernului, după prim-ministru. Ministrul elaborează bugetul anual care trebuie prezentat Dáil-ului într-un discurs. Bugetul detaliază programul de cheltuieli al guvernului pentru anul următor și include: - o declarație financiară adresată Dáil-ului, - măsuri bugetare (o listă cu modificările bugetare și costurile sau veniturile asociate), - statistici bugetare, - rezoluții financiare. |
| Peter Burke                             | Ministrul pentru Întreprinderi, Comerț și Ocuparea Forței de Muncă Înființare: 17 iunie 1919                           | Departamentul pentru Întreprinderi, Comerț și Ocuparea Forței de Muncă este responsabil pentru implementarea politicilor în cinci domenii cheie: - Afaceri, Inovație, Creștere; - Calitate, Muncă și Învățare; - Îmbunătățirea piețelor și reglementărilor; - Calitate, Valoare și Îmbunătățire Continuă; - Uniunea Europeană. O mare parte din activitatea departamentului derivă din apartenența Irlandei la mai multe organizații internaționale, în special Uniunea Europeană și Organizația Mondială a Comerțului. Departamentul joacă un rol activ în dezvoltarea politicilor UE și WTO, asigurându-se că interesele Irlandei sunt protejate. |
| Stephen Donnelly                        | Ministrul Sănătății Înființare: 22 ianuarie 1947                                                                       | Ministrul Sănătății este adesea asociat cu scandaluri din cauza neglijenței medicale și se confruntă cu probleme logistice care nu sunt întâlnite în alte departamente, cum ar fi grevele, penuria de resurse și cozile de așteptare care sunt foarte comune în clinici și spitale din întreaga țară. Departamentul pentru Sănătate are ca principale divizii: - Îngrijire Continuă (Servicii pentru adulții fără adăpost, persoane cu dizabilități, vârstnici și îngrijire paliativă) - Finanțe (Asigurări de sănătate, planificarea spitalelor, parteneriatele public-privat) - Gestionarea și Dezvoltarea Personalului (Politica de nursing, managementul și dezvoltarea personalului) - Îngrijire Primară (Sănătatea comunitară, copiilor, serrviciile stomatologice, SIDA, sănătate reproductivă și servicii medicale generale) - Îngrijire Secundară (Politica de sânge, servicii spitalicești) - Politică Strategică și Servicii Corporative (Servicii corporative, promovarea sănătății, strategia legislativă privind sănătatea) |
| Norma Foley                             | Ministrul Educației Înființare: 20 iunie 1920                                                                          | Departamentul Educației urmărește oficial să: - Promoveze echitatea și incluziunea - Promoveze învățarea pe tot parcursul vieții - Planifice educația relevantă pentru nevoile personale, sociale, culturale și economice. În ultimii ani, unele dintre aceste funcții au fost delegate către autorități statutare, în special Autoritatea pentru Educație Superioară, Autoritatea Națională pentru Calificări și Comisia pentru Examenele de Stat. Universitățile și colegiile irlandeze sunt, în mare parte, libere de controlul guvernamental, acesta fiind în mare măsură limitat la formarea politicii și pregătirea statisticilor. |
| Paschal Donohoe                         | Ministrul pentru Cheltuieli Publice, Implementarea Planului Național de Dezvoltare și Reformă Înființare: 6 iulie 2011 | Departamentul pentru Cheltuieli Publice, Implementarea Planului Național de Dezvoltare și Reformă a preluat două dintre cele șase divizii din cadrul Departamentului Finanțelor, Divizia de Cheltuieli Publice și Divizia de Organizare, Management și Formare. Departamentul are 11 divizii: - Divizia Resurse Umane ale Funcției Publice - Biroul Corporativ - Divizia de Politici și Raportări privind Cheltuielile - Divizia de Management al Cheltuielilor, Politici și Audit al UE - Unitatea de Strategie pentru Resurse Umane - Divizia de Politici pe Piața Muncii și Antreprenoriat - Divizia de Salarizare și Pensii a Serviciului Public - Biroul de Achiziții Publice al Guvernului - Biroul Directorului Medical Șef - Biroul Directorului Șef pentru Informații al Guvernului - Divizia de Reformă |
| Darragh O'Brien                         | Ministrul Locuințelor, Administrației Locale și Patrimoniului Înființare: 2 aprilie 1919                               | Departamentul Locuințelor, Administrației Locale și Patrimoniului Ministrul este responsabil pentru, printre altele: - locuințe; - autoritățile locale și serviciile conexe; - supravegherea alegerilor, inclusiv alegerile generale și alegerile prezidențiale. |
| Charlie McConalogue                     | Ministrul Agriculturii, Alimentației și Mediului Marin Înființare: 2 aprilie 1919                                      | Departamentul Agriculturii, Alimentației și Mediului Marin se ocupă cu: - Consilierea și dezvoltarea politicilor în toate domeniile de responsabilitate ale departamentului; - Reprezentarea în negocieri internaționale, în special în Uniunea Europeană și la nivel național; - Dezvoltarea și implementarea schemei naționale și a celor ale UE pentru sprijinirea agriculturii, pescuitului, silviculturii și dezvoltării rurale; - Monitorizarea și controlul aspectelor legate de siguranța alimentară; - Controlul și auditul cheltuielilor publice aflate sub controlul său; - Reglementarea industriilor agricole, pescărești și alimentare prin legislație națională și europeană; - Monitorizarea și controlul sănătății animalelor și plantelor și a bunăstării animalelor; - Monitorizarea și direcționarea organelor statului implicate în următoarele domenii: - Cercetare, formare și consiliere; - Dezvoltarea și promovarea pieței; - Reglementarea și dezvoltarea industriei; - Activități comerciale; - Furnizarea directă de servicii de sprijin pentru agricultură, pescuit și silvicultură. |
| Heather Humphreys                       | Ministrul Protecției Sociale Înființare: 22 ianuarie 1947                                                              | Departamentul pentru Protecția Socială: - Formulează politici de protecție socială - Administrează livrarea schemelor și serviciilor statutare - Furnizează scheme de asigurare socială și asistență socială - Șomaj - Boală - Maternitate - Îngrijire - Văduvie - Pensionare - Bătrânețe |
| Heather Humphreys                       | Ministrul Dezvoltării Rurale și Comunitare Înființare: 27 iunie 2020                                                   | Departamentul Dezvoltării Rurale și Comunitare are următoarele proiecte: Rural: - Programul de Regenerare a Orașelor și Satelor - Programul de Infrastructură pentru Recreere Rurală - Programul de Drumeții Rurale - Fondul pentru Dezvoltare Rurală - CLÁR - Programul LEADER - Concursul Orașelor Curate - Fondul Conturilor Dormante (sprijină și comunitățile urbane defavorizate) Comunitar: - Programul de Incluziune Socială și Comunitară - Programul de Facilități Comunitare - Programul de Revitalizare a Zonelor prin Planificare, Investiții și Dezvoltare (RAPID) - Programul de Investiții în Biblioteci - Programul de Alertă pentru Seniori - Programul de Suport pentru Comunități și Organizații Voluntare - Programul de Suport pentru Organizații Naționale - Programul PEACE |
| Patrick O'Donovan                       | Ministrul pentru Educație Superioară, Cercetare, Inovare și Știință Înființare: 2 august 2020                          | Departamentul pentru Educație Superioară, Cercetare, Inovare și Știință a creat agenția pentru cercetare irlandeză. |
| Eamon Ryan                              | Ministrul Mediului, Climei și Comunicațiilor Înființare: 26 august 1921                                                | Departamentul Mediului, Schimbărilor Climatice și Comunicațiilor este subdivizat în următoarele divizii: Divizia Climă - Dezvoltarea unei industrii competitive de aprovizionare cu energie. - Asigurarea securității și fiabilității aprovizionării cu energie. - Dezvoltarea conservării energiei și eficienței utilizării finale. Divizia Comunicații - Promovarea furnizării și dezvoltării unor servicii competitive, de înaltă calitate și de clasă mondială în sectoarele comunicațiilor, comerțului electronic și mobil. - Axarea pe aplicații de afaceri și tehnologii noi și dezvoltarea de politici, inițiative și legislație corespunzătoare. - Dezvoltarea unor politici eficiente pentru reglementarea sectorului comunicațiilor electronice și gestionarea spectrului de frecvență radio. - Dezvoltarea unei politici eficiente pentru sectorul poștal irlandez, pe baza principiilor pieței libere. Resurse Naturale - Divizia de Explorare și Minerit - Aplicarea Legii privind Dezvoltarea Mineralelor pentru explorarea și dezvoltarea mineralelor. - Încurajarea identificării timpurii și a dezvoltării responsabile a depozitelor de minerale ale națiunii de către investitori privați, conform celor mai bune practici internaționale. - Îmbunătățirea atractivității Irlandei pentru investițiile internaționale și naționale în minerale prin măsuri active de promovare. - Divizia de Afaceri Petroliere - Maximizarea beneficiilor pentru stat din explorarea și producția de resurse indigene de petrol și gaze. - Asigurarea că activitățile sunt desfășurate în siguranță și cu respect față de impactul asupra mediului și a altor utilizatori de teren/mare. - Serviciul Geologic al Irlandei - Agenția Națională pentru Științele Pământului din Irlanda, responsabilă pentru furnizarea de consultanță și informații geologice. |
| Eamon Ryan                              | Ministrul Transporturilor Înființare: 1 noiembrie 1973                                                                 | Departamentul Transporturilor este responsabil pentru implementarea politicilor de transport: Transportul rutier: - implementarea programului național de drumuri ca parte a planului național de dezvoltare; - implementarea strategiei guvernamentale de siguranță rutieră și a politicilor conexe pentru reglementarea standardelor vehiculelor; - licențierea transportului rutier de marfă; - licențierea și testarea șoferilor. Transportul aviatic - asigurarea că practicile și procedurile aviatice respectă cele mai bune standarde internaționale; - promovarea dezvoltării unui sector aviatic vibrant, competitiv și reglementat progresiv și asigurarea unei infrastructuri adecvate pentru aeroporturi și servicii aeroportuare competitive. Transportul marim - stabilirea, promovarea, reglementarea și aplicarea standardelor de siguranță și securitate maritimă - furnizarea de servicii de răspuns la urgențe și protejarea mediului maritim - politica porturilor și a navigației. „Politica integrată va fi concepută, pe cât posibil, pentru a depăși întârzierile existente, blocajele și aglomerația și pentru a oferi consumatorului mai multe opțiuni, prin oferirea unor moduri alternative de transport. Prin abordarea integrată, Departamentul va dezvolta și implementa politici menite să îmbunătățească echilibrul regional și să reducă izolația rurală și excluziunea socială.” — Declarația de misiune |
| Catherine Martin                        | Ministrul Turismului, Culturii, Artelor, Gaeltacht-ului, Sportului și Mass-Media Înființare: 8 iulie 1977              | Departamentul Turismului, Culturii, Artelor, Gaeltacht-ului, Sportului și Mass-Media desfășoară o varietate de funcții, inclusiv: - formularea, dezvoltarea și evaluarea politicii și structurilor pentru promovarea și susținerea practicii și aprecierii artelor creative și interpretative și pentru încurajarea dezvoltării industriei cinematografice irlandeze; - permiterea instituțiilor culturale naționale să păstreze și să protejeze patrimoniul mobil și activele culturale ale Irlandei; - crearea unui mediu care să permită instituțiilor culturale naționale să prospere prin furnizarea de resurse financiare și un cadru de politică adecvat. |
| Roderic O'Gorman                        | Ministrul pentru Copii, Egalitate, Dizabilitate, Integrare și Tineret Înființare: 2 iunie 1956                         | Departamentul pentru Copii, Egalitate, Dizabilitate, Integrare și Tineret are următoarele divizii: - Divizia Învățământ Timpuriu și Îngrijire a Copilului și Îngrijire a Copiilor de Vârstă Școlară - Justiție, Protecție Internațională și Egalitate - Divizia Politica Copilului și Guvernanța Tusla - Divizia Suport Corporativ și de Afaceri - Divizia Justiție pentru Tineri, Adopție, Tineret și Participare |
| Helen McEntee                           | Ministrul Justiției Înființare: 22 ianuarie 1919                                                                       | Departamentul de Justiție are misiunea de a menține și îmbunătăți securitatea comunității prin dezvoltarea unei game de politici și servicii care sprijină: - Protecția și afirmarea drepturilor omului și a libertăților fundamentale în concordanță cu binele comun - Securitatea statului - O abordare eficientă și echilibrată în combaterea criminalitățiiPrincipalele domenii de responsabilitate ale departamentului includ: - Implementarea politicii guvernamentale privind criminalitatea și protejarea securității statului (Comitetul Național de Securitate) - Furnizarea de consultanță politică în legătură cu sistemul de justiție penală (Garda Síochána, instanțele de judecată, închisori și servicii de probațiune și asistență socială) și susținerea funcționării acestui sistem - Continuarea reformei dreptului penal și a anumitor domenii ale dreptului civil - Participarea activă la implementarea elementelor fundamentale din Acordul de la Belfast - Cooperarea în chestiuni relevante la nivelul Uniunii Europene și internațional și promovarea intereselor Republicii Irlanda în domeniile asociate de responsabilitate - Implementarea strategiei guvernamentale de azil și dezvoltarea continuă a politicii naționale de imigrație |
| Alți non-membri ai Cabinetului          | | |
| Rossa Fanning                           | Procurorul General al Guvernului (Attorney general)                                                                    | Procurorul general consiliază guvernul cu privire la constituționalitatea proiectelor de lege și tratatelor și prezintă cazul guvernului când președintele trimite orice proiect de lege la Curtea Supremă înainte de a-l semna (conform Articolului 26 din Constituție). Procurorul general are puține atribuții de urmărire penală. Acestea sunt limitate la funcții prevăzute în diverse acte, în schimb, Directorul Procuraturii Publice este responsabil pentru toate celelalte procese penale din stat. |
| Hildegarde Naughton                     | Dirigintele șef al Guvernului (Chief Whip) Minister of State at the Department of Education                            | Un „whip” este un oficial al unui partid politic al cărui rol este să asigure disciplina partidului (adică să se asigure că membrii partidului votează conform platformei partidului, mai degrabă decât în funcție de convingerile individuale sau cele ale donatorilor sau alegătorilor) într-o legislatură. Whips sunt „executanții” partidului. Ei lucrează pentru a se asigura că colegii lor legislatori din partid participă la sesiunile de vot și votează conform politicii oficiale a partidului. Membrii care votează împotriva politicii partidului pot „pierde whip-ul”, fiind expulzați din partid. |